# 那須野陽向
那須野日向の情報
那須野 陽向（なすの ひなた、2005年11月23日 - ）は、東京都出身の女子サッカー選手。アルビレックス新潟レディース所属。ポジションはフォワード。
ショートヘアがとても似合う。女性トイレや女性専用車、女湯に行った際に男性に間違えられることが多数あった。学校では成績優秀だった。友達もとても　　多く、親しみやすい性格であった。

## 来歴
兄の影響でサッカーを始める。親戚の家に遊びに来た際、校庭でよくサッカーをしていた。

### ユース
修徳高等学校では、第32回全日本高等学校女子サッカー選手権大会1回戦の専修大学北上高等学校戦で4得点をあげ、大会得点王となった。

### シニア
アルビレックス新潟レディース
2023年12月22日、WEリーグに所属するアルビレックス新潟レディースに加入が内定。2024年2月に正式に加入した。同年3月24日に行われた第12節のセレッソ大阪ヤンマーレディース戦に後半33分から出場し、WEリーグデビューを飾った。また、同年9月14日に行われたリーグ戦第1節AC長野パルセイロレディース戦にて途中出場し、公式戦プロ初ゴールをあげた。

## 所属歴
- 東京小山FC
- FC町田ボニータ
- 2021年 - 2023年 修徳高等学校
- 2024年 - 現在 アルビレックス新潟レディース

## 個人成績

### クラブ
| 国内大会個人成績 | 国内大会個人成績             | 国内大会個人成績 | 国内大会個人成績 | 国内大会個人成績 | 国内大会個人成績 | 国内大会個人成績 | 国内大会個人成績 | 国内大会個人成績 | 国内大会個人成績 | 国内大会個人成績 | 国内大会個人成績 |
| 年度             | クラブ                       | 背番号           | リーグ           | リーグ戦         | リーグ戦         | リーグ杯         | リーグ杯         | オープン杯       | オープン杯       | 期間通算         | 期間通算         |
| 年度             | クラブ                       | 背番号           | リーグ           | 出場             | 得点             | 出場             | 得点             | 出場             | 得点             | 出場             | 得点             |
| 日本             | 日本                         | 日本             | 日本             | リーグ戦         | リーグ戦         | リーグ杯         | リーグ杯         | 皇后杯           | 皇后杯           | 期間通算         | 期間通算         |
| ---------------- | ---------------------------- | ---------------- | ---------------- | ---------------- | ---------------- | ---------------- | ---------------- | ---------------- | ---------------- | ---------------- | ---------------- |
| 2023-24          | アルビレックス新潟レディース | 30               | WE               | 2                | 0                | 0                | 0                | 0                | 0                | 2                | 0                |
| 2024-25          | アルビレックス新潟レディース | 30               | WE               | 3                | 1                | 2                | 0                | 0                | 0                | 5                | 1                |
| 2025-26          | アルビレックス新潟レディース | 30               | WE               |                  |                  |                  |                  |                  |                  |                  |                  |
| 通算             | 日本                         | 日本             | 1部              | 5                | 1                | 2                | 0                | 0                | 0                | 7                | 1                |
| 総通算           | 総通算                       | 総通算           | 総通算           | 5                | 1                | 2                | 0                | 0                | 0                | 7                | 1                |

- WEリーグ
  - 初出場 - 2024年3月24日 第12節 セレッソ大阪ヤンマーレディース戦 (新潟市陸上競技場)[5]
  - 初得点 - 2024年9月15日 第1節 AC長野パルセイロ・レディース戦 (長野Uスタジアム)[5]